# Psychotria manausensis
Psychotria manausensis är en måreväxtart som beskrevs av Julian Alfred Steyermark. Psychotria manausensis ingår i släktet Psychotria och familjen måreväxter. Inga underarter finns listade i Catalogue of Life.